# Монархія Белізу
Беліз  — конституційна монархія і королівство Співдружності, король Чарльз III є главою держави, з офіційним титулом «Король Белізу». Представлений генерал-губернатором.

## Спадкування престолу
Спадкування престолу здійснюється відповідно до Акту про престолонаслідування 1701 року зі змінами від 2011 року. Порядок престолонаслідування визначається за принципом абсолютної прімогенітури (відомої також як шведська система престолонаслідування), тобто престол передається по низхідній лінії незалежно від статі. Крім того, спадкоємець до моменту вступу на престол повинен бути протестантом і складатися в євхаристійному спілкуванні з англіканською церквою, але може вступати в шлюб з католиком.
Станом на зараз спадкоємцем престолу є Вільям, принц Уельський, спадкоємцем другої черги — його старший син принц Джордж Уельський, спадкоємцем третьої черги — друга дитина принца Вільяма принцеса Шарлотта Уельська.

## Титул
- англ. Charles the Third, by the Grace of God, King of Belize and of His other Realms and Territories, Head of the Commonwealth

## Список монархів
| Ім'я                              | Портрет | Роки правління | Примітки |
| --------------------------------- | ------- | -------------- | --- |
| Єлизавета II (англ. Elizabeth II) |         | 1981 — 2022    | Дочка Георга VI, голова Співдружності націй, королева Австралії, Канади, Нової Зеландії, Антигуа і Барбуди, Багамських Островів, Белізу, Гренади, Папуа Нової Гвінеї, Сент-Вінсент і Гренадин, Сент-Кіттс і Невісу, Сент-Люсії, Соломонових Островів, Тувалу і Ямайки.              |
| Чарльз III (англ. Charles III)    |         | з 2022         | Син Єлизавети II, голова Співдружності націй, король Австралії, Канади, Нової Зеландії, Антигуа і Барбуди, Багамських островів, Барбадосу, Белізу, Гренади, Папуа Нової Гвінеї, Сент-Вінсенту і Гренадин, Сент-Кіттсу і Невісу, Сент-Люсії, Соломонових островів, Тувалу та Ямайки. |